# 网状云

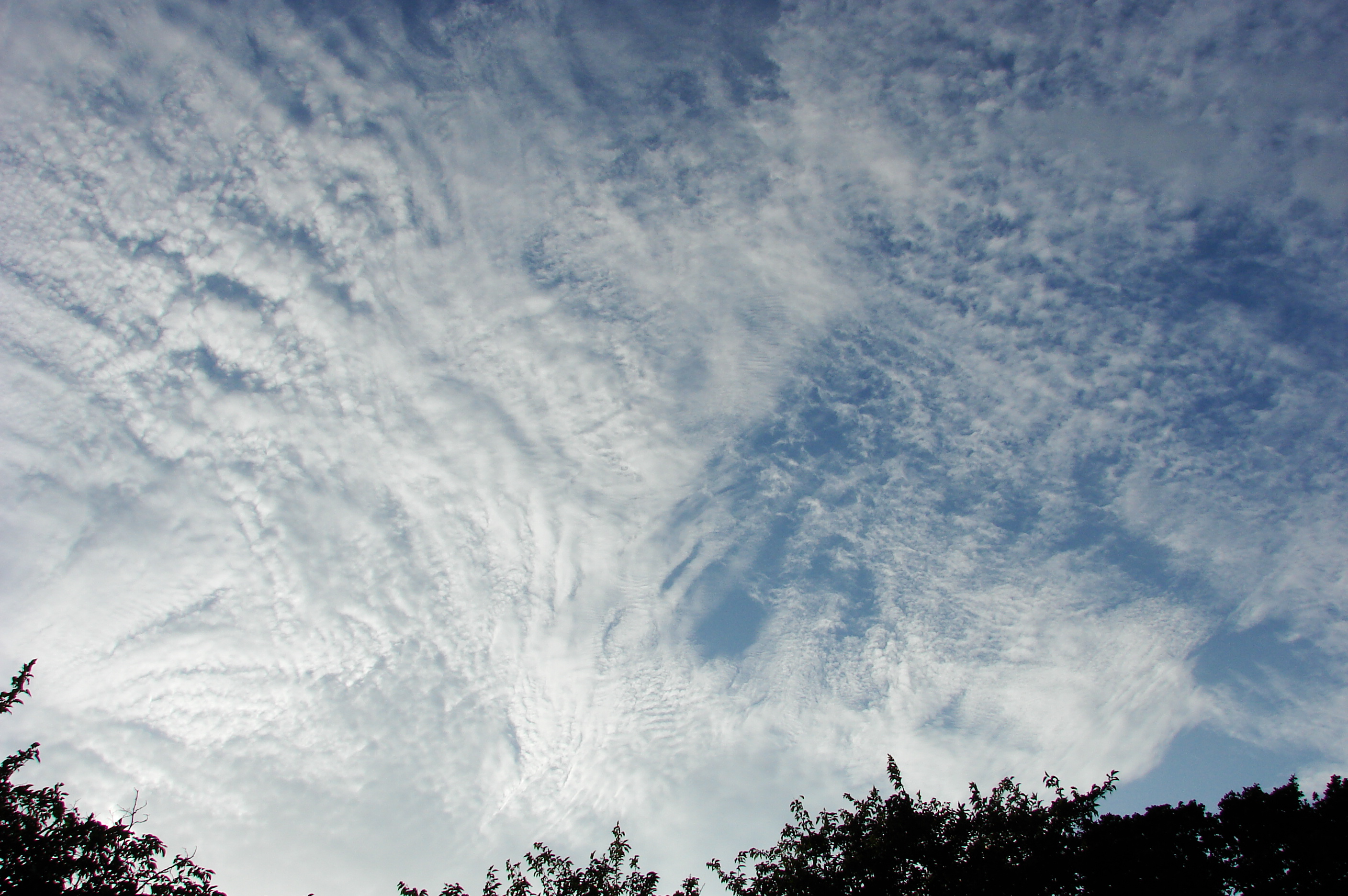
成层状卷积云，左侧呈波状特性，右侧呈网状特性

网状云（学名：Lacunosus，缩写： la )，是云的一类变种，指成片分布的、云体间留有部分规则的圆形空洞组成的云。网状云通常只出现在卷积云和高积云这两类云属中，在非常罕见的情况下也会出现在层积云中。组成网状云的各云体以及它们之间的云隙常排列成类似渔网或蜂巢的样子。

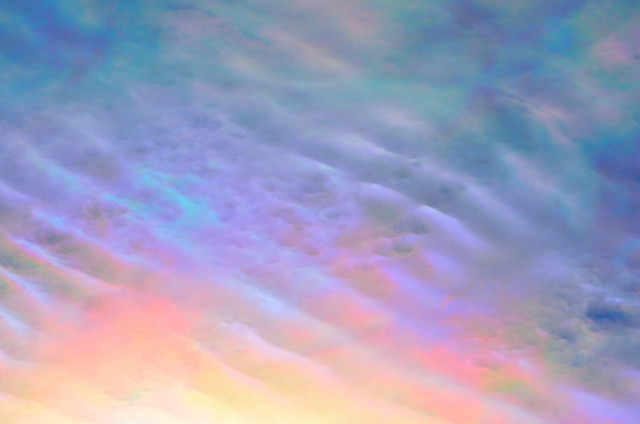
伴有虹彩的成层状高积云，总体呈波状特性，中部呈网状特性